# Vaux-le-Pénil
Vaux-le-Pénil este o comună franceză cu 10.688 locuitori situată în departamentul Seine-et-Marne, în regiunea Île-de-France.

## Personalități
- Emmanuel Marie Michel Philippe Fréteau de Saint Just (1745 - 1794), om politic francez, s-a născut și a murit la la Vaux-le-Pénil.